# Simon Hayl
Simon Hayl († nach 1642) war ein deutscher Orgelbauer.

## Leben
Simon Hayl erlernte den Orgelbau in der Werkstatt seines Vaters Daniel Hayl und war zunächst als dessen Mitarbeiter tätig. Von 1612 bis 1640 war er in Rottenburg am Neckar wohnhaft. Möglicherweise hat er die Orgel des Augustiner-Chorherrenstifts Rottenburg gefertigt. 1621 war er mit Reparaturarbeiten am Positiv und an der Orgel der Stiftskirche Stams beschäftigt. Seine letzte nachweisbare Tätigkeit war 1642 die Reparatur der Orgel in St. Mang (Füssen).

## Werkliste
| Jahr      | Ort        | Gebäude            | Bild | Manuale | Register | Bemerkungen                            |
| --------- | ---------- | ------------------ | ---- | ------- | -------- | -------------------------------------- |
| 1618      | Bozen      | Maria Himmelfahrt  |      |         |          |                                        |
| 1621–1628 | Polling    | Heilig Kreuz       |      |         |          | vier Orgeln                            |
| 1624      | Wessobrunn | Kloster Wessobrunn |      |         |          | Hauptorgel 24/II/P und Chororgel 7/I/P |
| 1635–1637 | Lana       | Mariä Himmelfahrt  |      |         |          |                                        |
| 1637      | Meran      | St. Nikolaus       |      |         |          | Erweiterung der Orgel                  |